# Celenza sul Trigno
Celenza sul Trigno község (comune) Olaszország Abruzzo régiójában, Chieti megyében.

## Fekvése
A megye délkeleti részén fekszik. Határai: Carunchio, Montefalcone nel Sannio, Montemitro, Palmoli, Roccavivara, San Giovanni Lipioni, Torrebruna és Tufillo.

## Története
Első írásos említése 1309-ból származik. A következő századokban nemesi birtok volt. Önállóságát a 19. század elején nyerte el, amikor a Nápolyi Királyságban felszámolták a feudalizmust.

## Népessége
A népesség számának alakulása:

## Főbb látnivalói
- Palazzo Silla
- Palazzo Quinzi
- Palazzo De Aloysio
- Palazzo Angelucci
- Santa Maria Assunta-templom
- San Donato-templom